# Asmate declathrata
Asmate declathrata là một loài bướm đêm trong họ Geometridae.